# 凱德商用中國信託
嘉茂中國信託（英語：CapitaRetail China Trust，SGX：AU8U）是凱德商用旗下的房地產信託基金，分別在北京、上海、呼和浩特、蕪湖、鄭州及武漢持有商場。
嘉茂中國信託在2006年12月8日在新加坡交易所上市，出售1.933億股，發行價為1.13新加坡元，集資2.18億新加坡元。凱德商用現持有嘉茂中國信託26.97%股權。
2007年，凱德商用中國信託收購位於北京西直門的商場。
2011年，凱德商用中國信託收購位於武漢的新民眾樂園。
2013年，凱德商用中國信託收購位於北京的首地大峽谷購物中心。首地大峽谷購物中心其後易名為凱德MALL•大峽谷。
2016年，凱德商用中國信託以3億新加坡元收購成都凱丹廣場。成都凱丹廣場其後易名為凱德廣場•新南。

## 外部連結
- 嘉茂中國信託網頁（页面存档备份，存于）